# برت (مینه‌سوتا)
برت (به انگلیسی: Britt) یک منطقهٔ مسکونی در ایالات متحده آمریکا است که در Sandy Township واقع شده‌است. برت ۱٬۰۶۹ نفر جمعیت دارد و ۴۴۹٫۸۹ متر بالاتر از سطح دریا واقع شده‌است.